# قطعنامه ۱۸۹۰ شورای امنیت
قطعنامه  ۱۸۹۰ شورای امنیت سازمان ملل متحد که در تاریخ ۰۸ اکتبر ۲۰۰۹ تصویب شد، سندی بین‌المللی دربارهٔ اوضاع در افغانستان است. این قطعنامه طی نشست ۶۱۹۸ام با ۱۵ رای موافق، ۰ مخالف و ۰ ممتنع تصویب شد.